# Blumenthal (Texas)
Blumenthal è una comunità non incorporata degli Stati Uniti d'America situata nella contea di Gillespie dello Stato del Texas.
Si trova a metà strada tra Fredericksburg e Stonewall sulla U.S. Highway 290, circa all'incrocio con Jung Lane.